# Mario von Ledebur-Wicheln
Mario Heinrich von Ledebur-Wicheln (Sankt Moritz, 28 luglio 1931 – Lucerna, 29 aprile 2020) è stato un diplomatico liechtensteinese.

## Biografia
Il conte Mario nacque nel 1931 a Sankt Moritz, primo dei tre figli di Karl von Ledebur-Wicheln (1898-1974) e di Beatrice von Riedemann (1910-1982). Fratello di Maria Elisabeth (1932) e Christoph (1933), era cugino di secondo grado di Ferdinand Kinsky von Wchinitz und Tettau e dei suoi fratelli minori.
Si formò in sociologia, economia nazionale e filosofia politica alle Università di Zurigo, Monaco di Baviera e Stanford. Conseguì il titolo di Dr. phil. nell'ateneo di Friburgo nel 1965, con dissertazione sulla fondazione dello Stato e la sua giusta costituzione nel pensiero di Aristotele.
Il 20 luglio del 1959 sposò ad Unterach am Attersee Marie Valerie von Altenburg (1931), figlia del principe Clemente Salvatore (1904-1974; il cui nonno materno fu Francesco Giuseppe I d'Austria) e della contessa Elisabeth Rességuier de Miremont (1906-2000). I figli furono Maria Josepha (1962), Clementine (1963), Heinrich (1964), Anna Maria (1965), Benedicta (1969) e Caroline (1972).
Nel 1968 cominciò a lavorare nel servizio diplomatico come segretario, poi consigliere, presso l'ambasciata a Berna. Dal 1973 le sue attività furono legate alla Conferenza sulla Sicurezza e sulla Cooperazione in Europa, dando il proprio contributo anche all'interno del Gruppo degli Stati neutrali e non allineati, tra cui il Liechtenstein, che agivano da mediatori tra l'Est e l'Ovest.
Fu vice ambasciatore in Svizzera dal 1976, ruolo che rese il settore delle telecomunicazioni il suo secondo campo d'azione più importante. Lavorò su incarico del Governo durante le conferenze dell'ITU, ottenendo risultati positivi per un'adeguata assegnazione delle frequenze di trasmissione al Liechtenstein (che non era ancora in grado di mantenere una propria radio privata per via di un accordo con la Svizzera).
Dal 1991 al 1996 fu ambasciatore non residente a Vienna e la sua carriera diplomatica si concluse nel 1997. Morì nel 2020 a Lucerna all'età di 88 anni.